# Schuhsorter

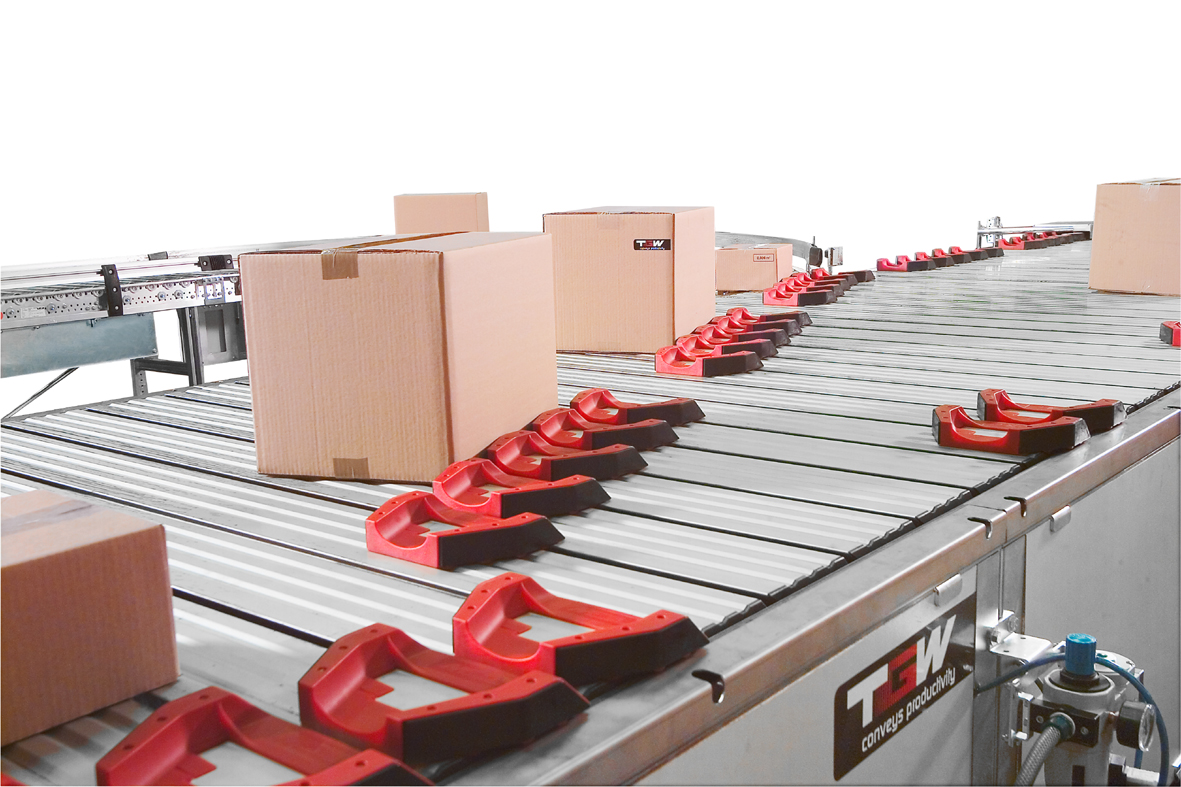
Beispiel eines Schuhsorters

Ein Schuhsorter ist ein Stetigförderer zur Beförderung und Sortierung von Waren, meist verpackt in Kartons oder Behältern. Die mitgeführte Ware (das Sortiergut) wird über kulissengeführte Abschiebeelemente (Abschiebeschuhe, kurz Schuhe) abgeschoben, die zwischen den Platten eines Plattenbandes geführt werden. Die Geschwindigkeit des Plattenbandes erreicht max. 3 m/s, womit ein Schuhsorter bis zu 15.000 Stück pro Stunde sortieren kann.
Schuhsorter werden unter anderem im Warenausgang in Distributionszentren des Handels eingesetzt.

## Betrieb und Mechanismus
Die Waren werden auf einem aus Profilen bestehenden Sorterteppich transportiert, wodurch die Handhabung von Artikeln mit unterschiedlichsten Abmessungen und Gewichten ermöglicht wird. Das Größenspektrum reicht von ca. 100 × 100 mm bis 1500 × 900 mm je Artikel. Auf jedem Profil ist ein Abschiebeelement (Schuh) angebracht. Die Bewegungsachse der Schuhe liegt orthogonal (rechtwinklig) zur Förderrichtung. Unterhalb des Sorterteppichs sind die Schuhe in einem Schienensystem zwangsgeführt, sodass sie die Waren an der richtigen Stelle vom Sorterteppich in die entsprechende Endstelle schieben. Die Anzahl der Schuhe variiert je nach Artikelgröße.
Soll ein Artikel auf der rechten Seite des Sorters ausgeschleust werden, so sind bereits vor der Einschleusung auf die Sortierstrecke die entsprechenden Schuhe auf die linke Seite des Förderers zu bringen und umgekehrt. Dies geschieht in der Regel bei der Rückführung der Profile unterhalb des Förderers.